# Гюнтер Гейдеманн
Гюнтер Гейдеманн (нім. Günther Heydemann; 11 січня 1914, Грайфсвальд — 2 січня 1986, Гамбург) — німецький офіцер-підводник, капітан-лейтенант крігсмаріне. Кавалер Лицарського хреста Залізного хреста.

## Біографія
1 квітня 1933 року вступив на флот. Служив на лінійних кораблях «Сілезія» та «Шлезвіг-Гольштейн». у квітні 1940 року переведений у підводний флот. Як вахтовий офіцер здійснив 2 походи на підводному човні U-69. З 19 червня 1941 року — командир U-575 (тип VII–C), на якому здійснив 8 походів (провівши в морі загалом 337 днів). 29 липня 1943 року призначений офіцером з бойової підготовки 23-ї флотилії, пізніше переведений у 25-у флотилію.
Всього за час бойових дій потопив 8 суден загальною водотоннажністю 36 010 тонн і пошкодив 1 судно водотоннажністю 12 910 тонн.
| Дата           | Назва корабля            | Тип                   | Тоннаж | Вантаж                                                                                               | Екіпаж | Загинули | Країна             | Конвой |
| -------------- | ------------------------ | --------------------- | ------ | --- | ------ | -------- | ------------------ | ------ |
| 2 жовтня 1941  | Tuva                     | Торговий теплохід     | 4,652  | Баласт                                                                                               | 35     | 1        | Нідерланди         | ON-19A |
| 16 квітня 1942 | Robin Hood               | Торговий пароплав     | 6,887  | 8725 тонн хромової руди, азбесту, концентратів і генеральних вантажів                                | 38     | 14       | США                |        |
| 4 липня 1942   | Norlandia                | Торговий пароплав     | 2,689  | Баласт                                                                                               | 30     | 9        | США                |        |
| 9 липня 1942   | Empire Explorer          | Торговий пароплав     | 5,345  | 4000 тонн цукру, 1000 тонн смоли і 200 мішків пошти                                                  | 78     | 3        | Британська імперія |        |
| 18 липня 1942  | Comrade                  | Вітрильник            | 69     | 70 тонн генеральних вантажів                                                                         | ?      | 0        | Британська імперія |        |
| 18 липня 1942  | Glacier                  | Вітрильник            | 75     | Генеральні вантажі                                                                                   | 10     | 0        | Британська імперія |        |
| 18 липня 1942  | San Gaspar (пошкоджений) | Паровий танкер        | 12,910 | Мазут і авіаційне пальне                                                                             | 52     | 12       | Британська імперія |        |
| 29 жовтня 1942 | Abosso                   | Пасажирський теплохід | 11,330 | 3000 тонн вовни і мішків пошти                                                                       | 393    | 362      | Британська імперія |        |
| 25 січня1943   | City of Flint            | Торговий пароплав     | 4,963  | Військові вантажі, включаючи танки, літаки, джипи, бензин в бочках, отруйний газ і телеграфні стовпи | 65     | 6        | США                | UGS-4  |

## Звання
- Кандидат в офіцери (1 квітня 1933)
- Морський кадет (23 вересня 1933)
- Фенріх-цур-зее (1 липня 1934)
- Оберфенріх-цур-зее (1 квітня 1936)
- Лейтенант-цур-зее (1 жовтня 1936)
- Оберлейтенант-цур-зее (1 червня 1938)
- Капітан-лейтенант (1 квітня 1941)

## Нагороди
- Медаль «За вислугу років у Вермахті» 4-го класу (4 роки)
- Залізний хрест
  - 2-го класу (17 вересня 1939)
  - 1-го класу (12 квітня 1941)
- Нагрудний знак підводника (12 квітня 1941)
- Лицарський хрест Залізного хреста (3 липня 1943)